# HTC Aria
HTC (Gratia) Aria (кодовое имя HTC Liberty, модельный индекс A6366) — смартфон компании HTC, работающий на операционной системе Android. Поступил в продажу у оператора AT&T 20 июня 2010.
Выход HTC Aria на рынок был анонсирован на выставке Consumer Electronics Show в Лас-Вегасе, штат Невада, США в начале января 2010 года сотовым оператором AT&T, заключившем эксклюзивный контракт с компанией HTC на реализацию нового Android телефона. Несколькими месяцами позже 20 июня 2010 года, через две недели после выхода iPhone 4, AT&T объявила о старте продаж. Дизайн Aria похож на HTC HD Mini, но работает на Android 2.1 с пользовательским интерфейсом HTC Sense. HTC Aria включает в себя много функций для своего компактного размера. Телефон оборудован Wi-Fi, 3,2 дюймовым сенсорным экраном с разрешением HVGA, 5-и мегапиксельной камерой, датчиком положений, цифровым компасом, 600-МГц процессором Qualcomm MSM 7227 c 512 Мб ROM и 384 Мб RAM, GPS-модулем, оптическим джойстиком и многим другим. Телефон поставляется с литий-ионным аккумулятором 1300 мАч обеспечивающим до 6 часов разговора и до 15,5 дней в режиме ожидания. Согласно тестам FCC удельный коэффициент поглощения электромагнитной энергии Aria составляет 0,95 ватт на килограмм и рейтинг совместимости со слуховыми аппаратами M3/T3.
18 октября 2010 года HTC представила GSM/EDGE, UMTS/HSDPA Android-смартфон Gratia, предназначенный для европейского рынка на базе новой операционной системы Android версии 2.2 (Froyo) c усовершенствованной версией интерфейса HTC Sense. Телефон поставляется с Li-Ion аккумулятором 1200 мАч. Позже, 26 февраля 2011 года, AT&T выпустила для своих клиентов бесплатное обновление до Android 2.2 и для HTC Aria.
Дизайн телефонов выполнен компанией One & Co, Сан-Франциско, Калифорния, США, обладателем многих престижных наград, таких как International Design Excellence Awards, присуждаемой американским обществом промышленных дизайнеров, Red Dot Design Award, присуждаемая европейским институтом Центром дизайна земли Северный Рейн-Вестфалия и других. Дизайн HTC Aria отдельно от других продуктов был отмечен знаками Red Dot за высокое качество исполнения.
Основными недостатками устройств, по мнению аналитиков CNET, считают недостаточную для Android 2.2 мощность процессора и отсутствие вспышки у камеры.